# Kärntner Abwehrkampf
Der Kärntner Abwehrkampf (slowenisch Boj za severno mejo ‚Kampf um die Nordgrenze‘) war nach dem Ende des Ersten Weltkriegs die bewaffnete Auseinandersetzung von Verbänden der provisorischen Kärntner Landesregierung mit Truppen des Königreichs Jugoslawien um die staatliche Zugehörigkeit der Gebiete im Südosten Kärntens, deren Bevölkerung zum großen Teil slowenisch sprach.

## Verlauf

### Phase 1

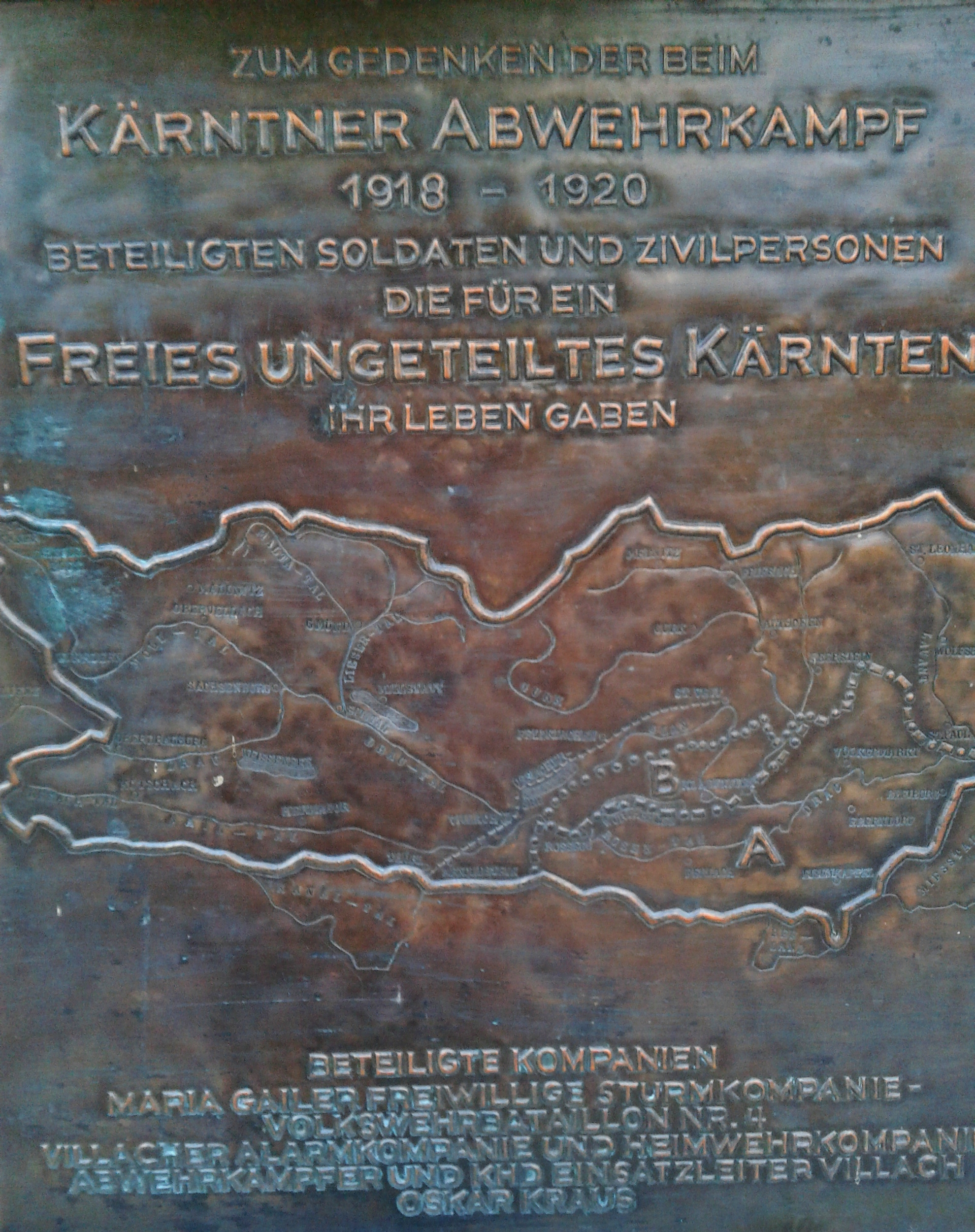
Gedenkplatte eines Denkmals beim Silbersee in Villach, das an den Kärntner Abwehrkampf erinnert. Namentlich genannt werden die Maria Gailer Freiwillige Sturmkompanie, Volkswehrbataillon Nr. 4, Villacher Alarmkompanie und Heimwehrkompanie, sowie Abwehrkämpfer und KHD Einsatzleiter von Villach Oskar Kraus.

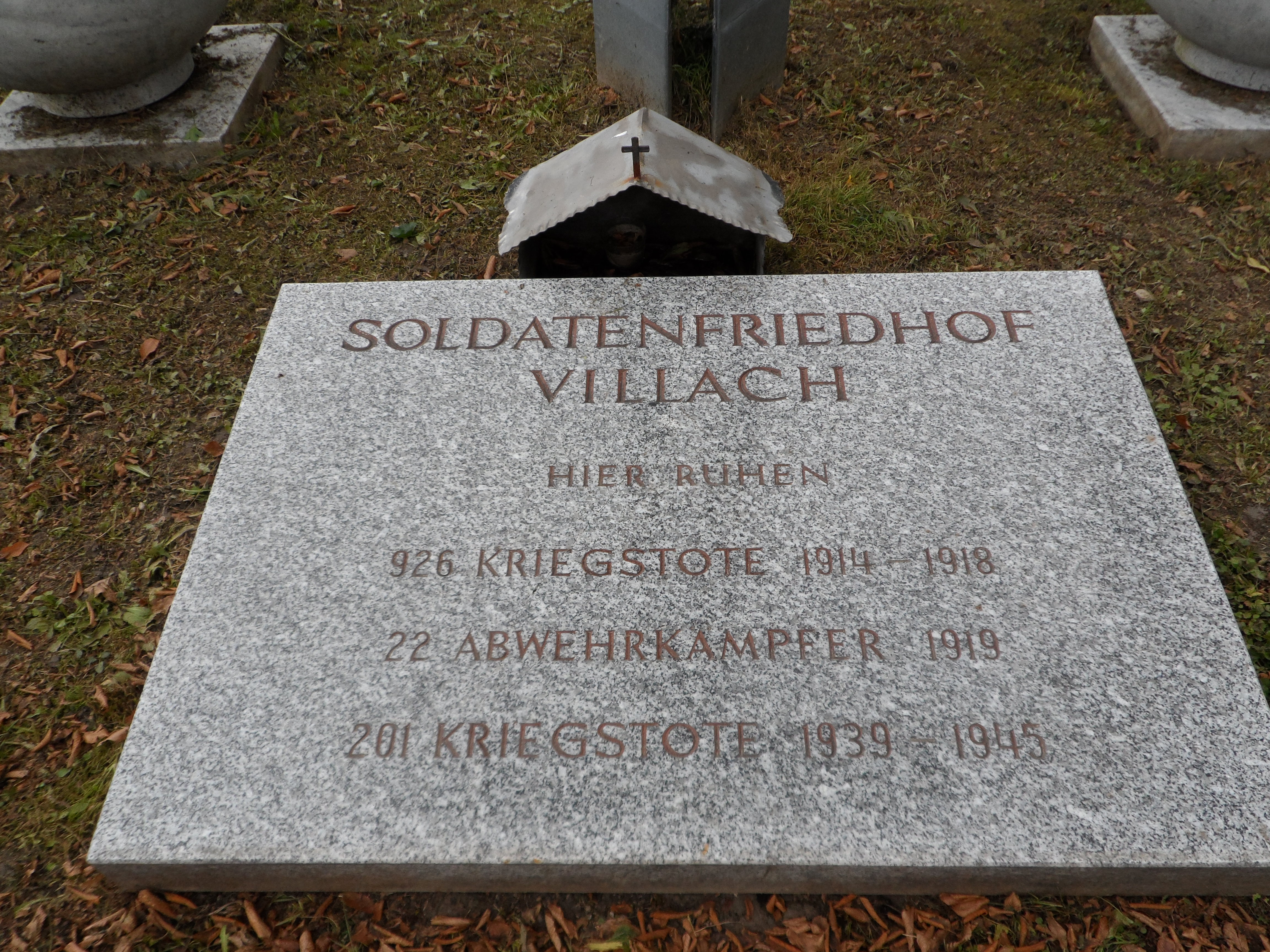
22 Abwehrkämpfer sind am Zentralfriedhof Villach beigesetzt

Nachdem der Kärntner Landesausschuss Kärnten am 25. Oktober 1918 für unteilbar erklärt hatte, drangen am 5. November 1918 Truppen des SHS-Staats wie zuvor in der Steiermark auch in Südostkärnten ein. Die SHS-Polizei rückte in das Rosen- und untere Gailtal vor. Am 11. November 1918 konstituierte sich das Land Kärnten und erklärte in seiner Landesverfassung den Beitritt zur Republik Deutschösterreich. Am 19. November 1918 wurde mit dem Ferlacher Abkommen eine Demarkationslinie auf Höhe der Stadt Bleiburg und dann Richtung Westen den Flüssen Drau, Gail und Gailitz folgend festgelegt.
Schon am 26. November 1918 wurde diese Linie von slowenischen Truppen überschritten und Ferlach, das nördlich der Drau gelegene Völkermarkt sowie die im südlichen Lavanttal gelegenen Orte Lavamünd und Sankt Paul im Lavanttal besetzt. Die Kärntner Landesregierung verlegte ihren Sitz angesichts dieser Bedrohung nach Spittal an der Drau.
Am 5. Dezember 1918 beschloss die provisorische Kärntner Landesregierung unter dem Landesverweser Arthur Lemisch den bewaffneten Widerstand gegen ein weiteres Vordringen der SHS-Truppen, die seit dem 1. Dezember dem Königreich der Serben, Kroaten und Slowenen unterstanden. Anlass war ein gemeinsamer Antrag aller Landtagsparteien, vertreten durch die Abgeordneten Fritz Dörflinger (GDVP), Florian Gröger (SDAP) und Konrad Walcher (CSP). Die deutschösterreichische Regierung lehnte den Abwehrkampf offiziell ab – das hungernde Land war auf Lebensmittellieferungen aus dem SHS-Staat angewiesen –, unterstützte Kärnten jedoch unter anderem durch Material- und Truppensendungen. Die Leitung übernahmen Oberstleutnant Ludwig Hülgerth als Landesbefehlshaber und Oberleutnant Hans Steinacher als Truppenführer.
Der Kärntner Abwehrkampf begann am 14. Dezember 1918 mit der Abwehr des Angriffs auf Klagenfurt bei Grafenstein. Das südliche Lavanttal konnte bis Jahresende erobert werden. Ein Großangriff der SHS-Armee entlang der Drau am 3. Jänner 1919 konnte abgewehrt werden. Am 5. Jänner 1919 erfolgte im Gailtal die Rückeroberung von Arnoldstein sowie ein Vormarsch gegen das Rosental und am 8. Jänner die Rückeroberung von Ferlach. Am 14. Jänner wurde ein Waffenstillstand geschlossen; eine amerikanische Kommission (die sogenannte „Miles-Mission“, benannt nach ihrem Leiter Lt. Col. Sherman Miles) studierte vor Ort die strittigen Gebietsfragen.

### Phase 2
Am 29. April 1919 brach der SHS-Staat mit einem Großangriff den Waffenstillstand, um Klagenfurt und Villach zu erobern. Nachdem die SHS-Armee die Kärntner Verbände zunächst zurückdrängen konnten, ging man zum Gegenangriff über. Bis zum 5. Mai wurden Bleiburg und Eisenkappel zurückerobert. Am 7. Mai erreichten Kärntner Verbände die alte Grenze und stießen weiter bis Windischgraz (Slovenj Gradec) in der Untersteiermark vor. Ein weiteres Vorrücken in Richtung Südosten wurde von der Wiener Regierung untersagt, da man dadurch Nachteile bei den Verhandlungen in St. Germain befürchtete. Am 9. Mai 1919 zogen sich die Kärntner Truppen daher an die alte Grenze zurück.

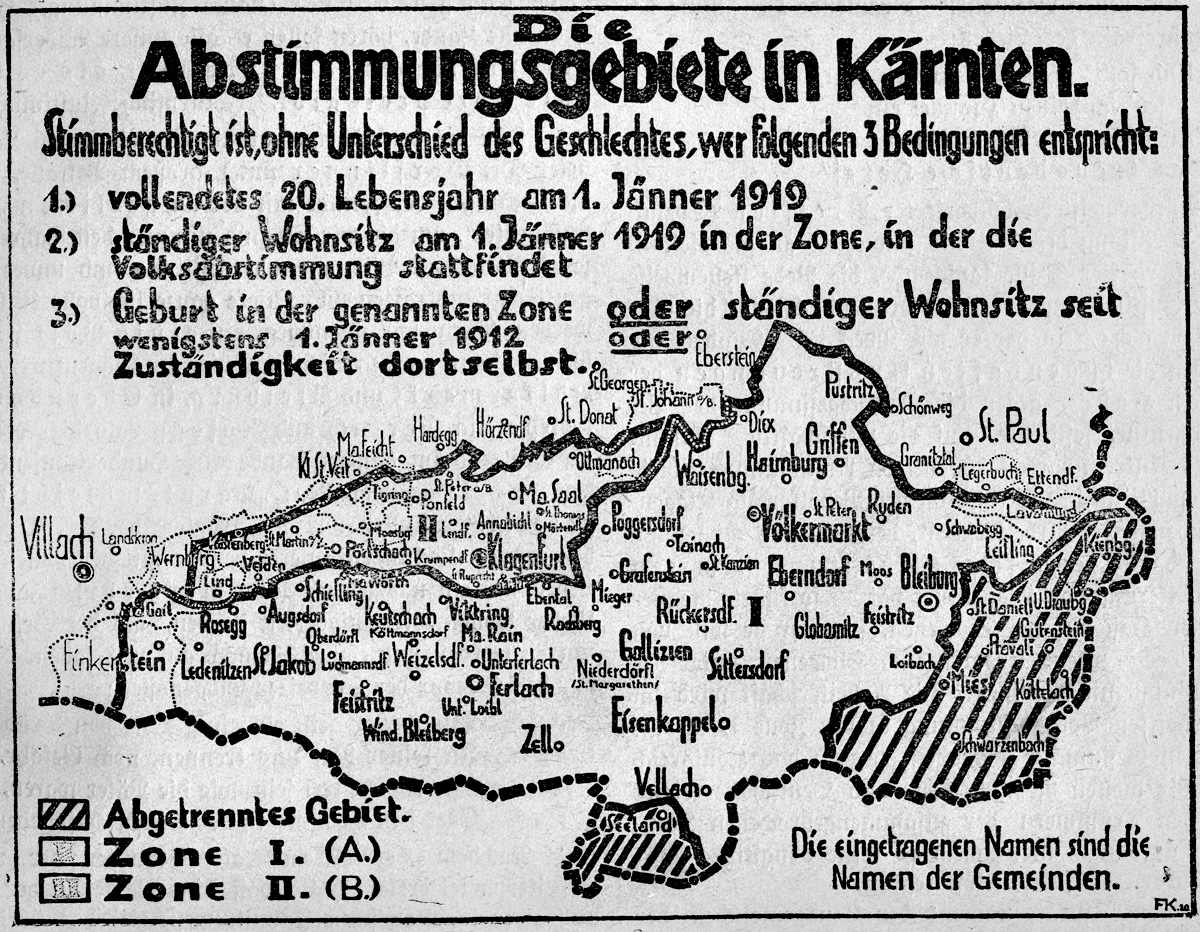
Die Abstimmungszonen A und B mit den Bedingungen für das Stimmrecht

Der Friedensvertrag von St. Germain sah eine Volksabstimmung in Südkärnten vor; ohne Abstimmung wurden das Kanaltal Italien und das Mießtal, Unterdrauburg und die Gemeinde Seeland (Kankertal) dem SHS-Königreich zugeschlagen. Sie gehören heute zu Slowenien.

### Phase 3
Nach dem Beschluss einer Volksabstimmung versuchte der SHS-Staat erneut, durch Waffengewalt vollendete Tatsachen zu schaffen. Reguläre SHS-Truppen unter dem Befehl von General Rudolf Maister überschritten am 28. Mai 1919 mit rund fünffacher Überlegenheit die Grenze und besetzten am 6. Juni Klagenfurt, das sie aber nach einer Aufforderung des Obersten Rats der Alliierten in Paris wieder räumen mussten. Es folgte der Einmarsch italienischer Truppen, die diesen neuen Waffenstillstand überwachen sollten. Von da an unterblieben weitere Kämpfe. Bis 13. September 1920, also vier Wochen vor der Volksabstimmung, war die südliche „Zone A“ von Truppen des SHS-Staates besetzt, die nördliche „Zone B“ verblieb unter österreichischer Kontrolle. Insgesamt hatte es bis zu diesem Zeitpunkt allein auf Seite der Kärntner bei den Kämpfen mehr als 200 Tote und 800 Verwundete gegeben.

### Volksabstimmung

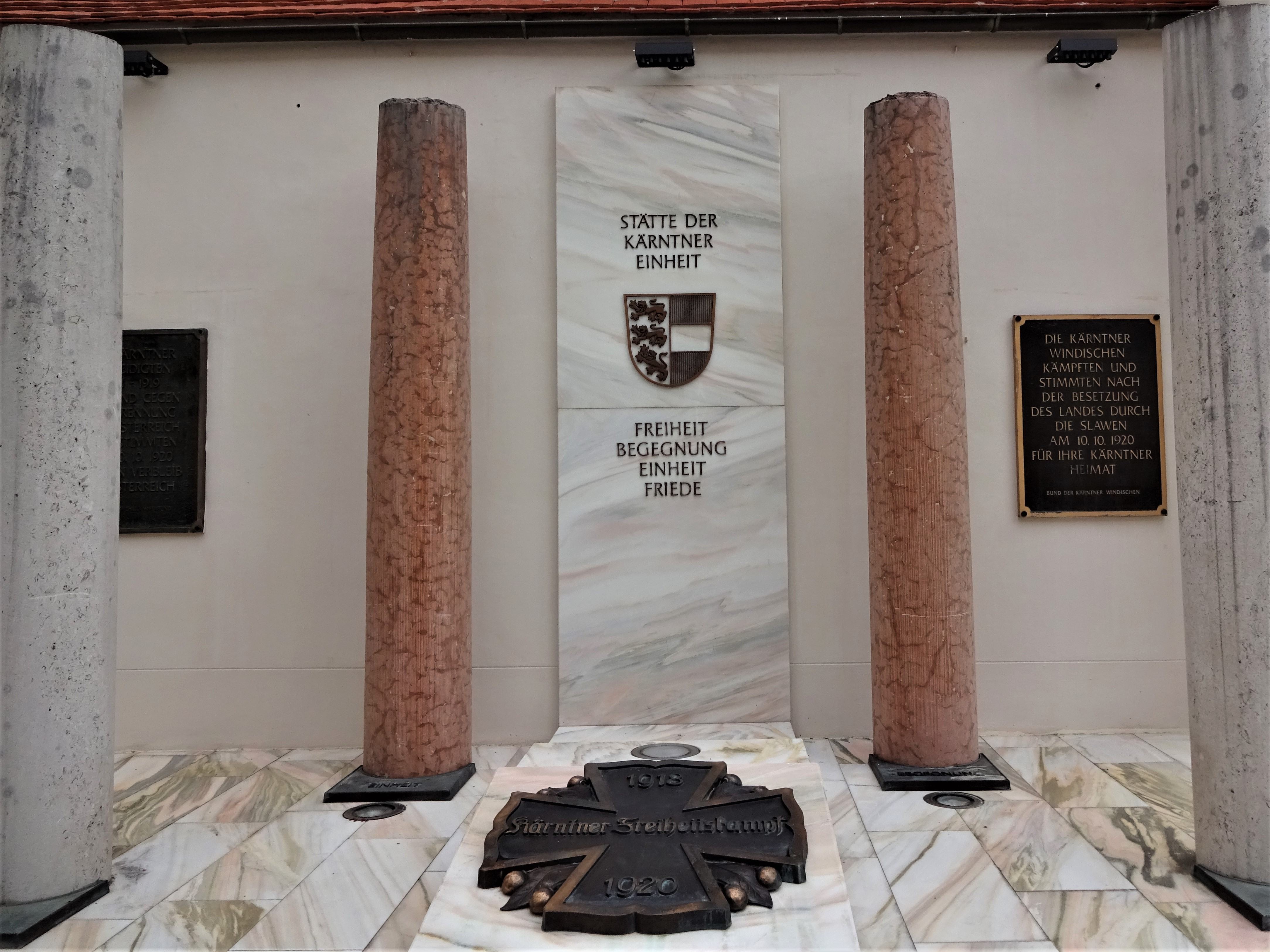
Denkmal im Innenhof des Kärntner Landtags

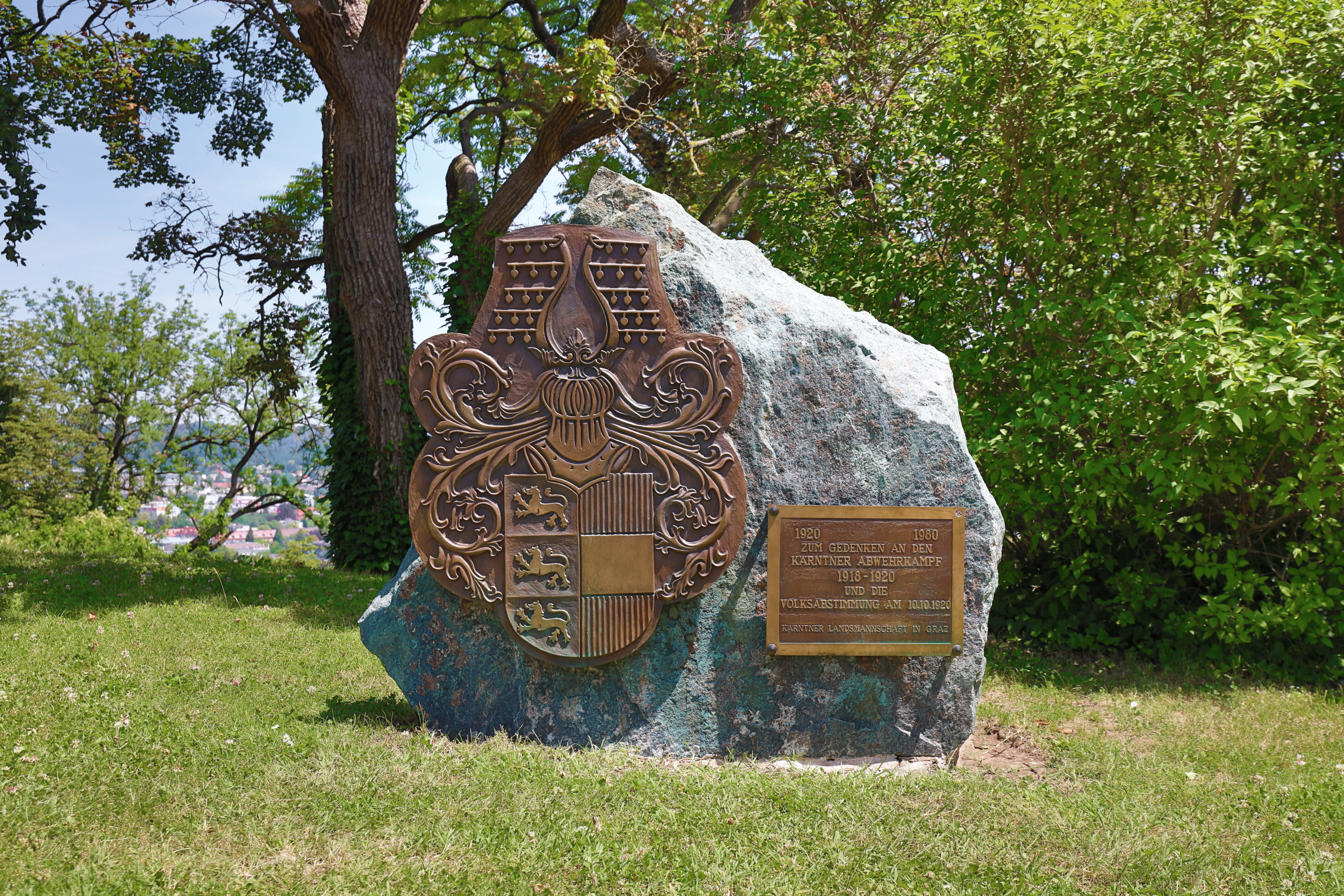
Denkmal „Kärntner Abwehrkampf“ auf dem Grazer Schlossberg; enthüllt 1980 anlässlich der 60. Wiederkehr des Jahrestages der Kärntner Volksabstimmung

Die Volksabstimmung am 10. Oktober 1920 in der südlichen „Zone A“ (mit rund 70 % slowenischem Bevölkerungsanteil, und von Truppen des SHS-Staates besetzt) ergab 22.025 Stimmen (59 %) für den Verbleib bei Österreich und 15.279 (41 %) Stimmen gegen Österreich. Hätte sich „Zone A“ für einen Anschluss an das Königreich SHS entschieden, hätte ebenfalls in der kleineren nördlichen, von österreichischen Truppen besetzten „Zone B“ (die auch Klagenfurt beinhaltete) abgestimmt werden müssen.
In der Zeit danach wurde der Abwehrkampf vielfach kontrovers diskutiert bzw. durch die Politik instrumentalisiert. Es kam zu Vereinfachungen und Verzerrungen, die auch durch die sich etablierende Festtagskultur zum 10. Oktober gefördert wurden.

## Internierungen
Die SHS-Armee internierte rund 500 Kärntner beider Volksgruppen in Laibach.
Auf österreichischer Seite wurden zu Beginn der Phase 2 im April und Mai durch Gendarmerie und Volkswehr rund dreihundert Mitglieder der slowenischsprachigen Bevölkerung interniert. Unter ihnen waren zahlreiche Pfarrer, was die Seelsorge in vielen slowenischsprachigen Gemeinden zum Erliegen brachte.
Die Internierten wurden zunächst in der Jesuitenkaserne untergebracht, einem Nebengebäude des Klagenfurter Domes. Da die Eroberung Klagenfurts befürchtet wurde, wurden die Internierten auf verschiedene Unterkünfte in Oberkärnten verteilt. Wichtigstes Lager war der Litzlhof, wo prekäre Bedingungen herrschten. Nach Intervention von Bischof Adam Hefter bei Lemisch wurden die meisten Internierten, gegen die keine strafrechtlichen Vorwürfe vorlagen, unter Meldeauflagen entlassen. Die 19 am Litzlhof Verbliebenen, darunter drei Frauen, wurden Ende Mai in eine Baracke in Trebesing übersiedelt, wo sich ihre Versorgung abermals verschlechterte. Die Internierten, unter ihnen Valentin Rožič (nachmalig jugoslawisches Senatsmitglied), Matija Vospernig (vormalig Bürgermeister von Wernberg) und Matija Prosekar (vormalig Bürgermeister von Köttmannsdorf), richteten ein Protestschreiben an die Landesregierung. Diese trug dem Protest in Teilen Rechnung, indem sie die Gruppe am 17. Juni in das Antonius-Spital in Gmünd verlegte. Obgleich niemandem dieser Gruppe ein Prozess gemacht wurde, blieben Interventionen durch Angehörige und Behörden bei der BH Spittal und der Kärntner Landesregierung lange erfolglos. Erst auf Druck der alliierten Kommission ließen beide Kriegsparteien die jeweiligen Internierten kurz vor der Volksabstimmung frei. In Gmünd waren zuletzt zwölf Personen interniert, die am 20. September entlassen wurden.
Anträge auf Haftentschädigung waren erfolglos. Entschädigungen für Plünderungen in ihren Besitzungen wurden nur selten zugestanden. Manche der 1919 Internierten wurden vom NS-Staat 1942 neuerlich gefangen genommen.